# Saarijärvi (sjö i Finland, Lappland, lat 68,73, long 21,57)
Saarijärvi är en sjö i Finland. Den ligger i kommunen Enontekis i landskapet Lappland, i den norra delen av landet, 1 000 km norr om huvudstaden Helsingfors. Saarijärvi ligger 524,5 meter över havet. Omgivningarna runt Saarijärvi är i huvudsak ett öppet busklandskap. Arean är 1,09 kvadratkilometer och strandlinjen är 5,79 kilometer lång. Sjön  ingår i Torne älvs huvudavrinningsområde. 